# Gene Hoglan
Eugene Victor Hoglan II (Dallas, 31 agosto 1967) è un batterista statunitense, conosciuto per la sua grande tecnica, il suo stile e la sua creatività per gli arrangiamenti di batteria nel metal estremo; nonostante la complessità delle sue ritmiche eseguite spesso a velocità estreme è noto per mantenere una elevata precisione di esecuzione, tanto da guadagnarsi il soprannome "The Atomic Clock" (Orologio Atomico).

## Biografia

### Gli inizi
Nato da una famiglia di origini messicane e nativo-americane, Gene viene iniziato alla musica dal padre, un musicista mariachi. La sua infanzia fu, tuttavia, molto infelice, in quanto il padre non lo riconosceva come figlio e questo fu un duro colpo per il suo stato d'animo. Sua sorella, Lisa, fu l'unica a consolarlo e a supportarlo nel suo obiettivo di diventare musicista (Hoglan, nei vari dischi prodotti, la menzionerà sempre come una delle persone a lui più care).
Gene ebbe il suo primo contatto con la musica ascoltando il brano No One to Depend On di Santana. Iniziò a suonare la batteria a 13 anni da autodidatta, suonando sui dischi dei Kiss e dei Rush.
La sua attività musicale inizia come roadie, lavorando per vari gruppi glam metal di Los Angeles come Great White, W.A.S.P. e Mötley Crüe. Sul finire del 1983 entrò nello staff degli Slayer (uno dei suoi gruppi più ammirati) come tecnico delle luci e Dave Lombardo ebbe una grande influenza su di lui, sebbene anche Hoglan diede consigli al batterista degli Slayer per migliorarsi tecnicamente con la doppia cassa.

### I Dark Angel
Gene abbandonò presto la sua collaborazione con gli Slayer per entrare come batterista nei "War God". Il sodalizio non durò nemmeno un anno e, nel 1985, venne assunto nei Dark Angel, incidendo il suo primo album, Darkness Descends (1986).
Con i Dark Angel pubblicò cinque dischi, tra i quali Time Does Not Heal (1991), definito da tanti come uno dei più importanti del thrash metal. L'album manifesta una netta crescita musicale e tecnica della band (in particolare di Hoglan) e i testi sono più maturi e coinvolgenti (l'album tratta vari argomenti molto delicati dei giorni nostri tra cui la violenza sessuale e il disagio sociale della realtà americana).
La band californiana si scioglie (anni dopo si parlò di una reunion mai avvenuta), e mentre gli altri membri cadono nel dimenticatoio, Hoglan diventa un turnista molto richiesto. I Dark Angel si riuniscono nel 2013 e Hoglan decide di rientrare nel gruppo.

### Death, Testament, Fear Factory e attività da session man
Viene chiamato dal leader dei Death Chuck Schuldiner, col quale incide Individual Thought Patterns (1993), con l'ausilio di altri musicisti come il bassista Steve DiGiorgio e il secondo chitarrista Andy LaRocque.
Schuldiner lo volle di nuovo al suo fianco per il successivo Symbolic (1995). Il batterista abbandona i Death per collaborare con i Testament, incidendo Demonic. Venne contattato anche da Devin Townsend, cantante/chitarrista e leader degli Strapping Young Lad per incidere City (1997). Hoglan vi rimarrà in pianta stabile fino al loro scioglimento, partecipando anche ad alcuni album solisti di Townsend.
Altri progetti che vedono Hoglan alla batteria sono Old Man's Child, The Almighty Punchdrunk, Daemon e altri.
Nel 2007 ha inciso, al fianco del polistrumentista e membro principale della band Dethklok, protagonista dello show televisivo Metalocalypse, Brendon Small (chitarra, basso, voce e occasionali tastiere), l'album The Dethalbum. Nel 2009 è stato richiamato dal musicista per la seconda parte dell'opera, The Dethalbum II.
Nel 2008 Hoglan ha suonato la batteria nel terzo album in studio di Zimmers Hole When You Were Shouting at the Devil...We Were in League with Satan, e nel 2009 nell'unico album del gruppo Tenet di Jed Simon, intitolato Sovereign.
Nel giugno 2011, si è riunito con i Testament per registrare il loro decimo album in studio Dark Roots of Earth. In quell'album, ha sostituito Paul Bostaph, che non ha potuto partecipare alle sessioni di registrazione a causa di un grave infortunio. È ritornato poi nella band per il loro tour nel 2013, sino all'uscita nel 2021 in favore di Dave Lombardo.
Gene è stato, inoltre, il batterista dei Fear Factory dal 2009 al 2012 e ha suonato nell'album Mechanize.

### Nuovi progetti
Nel 2005 fonda i Pitch Black Forecast con il cantante Jason Popson (Mushroomhead) e il bassista Steve Rauckhorst (Integrity). Il gruppo ha pubblicato gli album Absentee nel 2008, Burning in Water... Drowning in Flame nel 2012 e As the World Burns nel 2018.
Dal 2012 in poi fa parte, con Steve DiGiorgio, Bobby Koelble e Max Phelps, della tribute band Death to All, che ripropone dal vivo i più celebri pezzi dei Death in onore di Chuck Schuldiner e a scopo benefico, in quanto gran parte del ricavato dai loro concerti è devoluto in beneficenza all'associazione noprofit per la prevenzione del cancro fondata dalla famiglia dello stesso Chuck.

## Lo stile
Gene Hoglan è definito da tanti come uno dei più grandi e rappresentativi batteristi metal sulla piazza. Dotato di uno stile molto tecnico e originale, ha definito nuovi "standard" di suonare heavy metal, in particolare quello estremo. Inizialmente, lo stile di Hoglan era ispirato, palesemente, a quello di Dave Lombardo ma in seguito seppe sviluppare un proprio sound.
Le sue particolarità strumentali sono avvertibili nell'uso dei piatti (in particolare del ride) di chiara scuola jazz, i "rulli" e le diteggiature intricate con la doppia cassa. Un'altra sua caratteristica è l'impostazione open handed, uno stile caratterizzato dall'uso del charleston con la mano sinistra e del rullante con la destra, posizionando il ride nella sua sinistra.
Molti hanno riscontrato il culmine della sua tecnica durante il periodo della sua militanza nei Death, ovvero nei dischi Individual Thought Patterns e Symbolic, in cui Gene mostra anche le sue influenze jazz, fusion e progressive rock.
Con gli Strapping Young Lad, Hoglan ha, ancor di più, estremizzato il suo sound, incorporando anche il blast beat, usato ampiamente in generi come brutal death metal e black metal, caratterizzato da un rapidissimo alternarsi di grancassa e rullante, con l'aiuto dei piatti.
Oltre alla batteria, suona anche la chitarra (gran parte delle musiche dei brani dei Dark Angel vennero scritte, principalmente, da lui).

## Discografia

### Con i Dark Angel
- 1985 - We Have Arrived
- 1986 - Darkness Descends
- 1989 - Leave Scars
- 1989 - Live Scars (EP)
- 1991 - Time Does Not Heal
- 1992 - Decade Of Chaos

### Con i Death
- 1993 - Individual Thought Patterns
- 1995 - Symbolic

### Con gli Strapping Young Lad
- 1997 - City
- 1998 - No Sleep Till Bedtime (live)
- 2003 - SYL
- 2004 - For Those Aboot to Rock (DVD)
- 2005 - Alien
- 2006 - The New Black

### Con i Fear Factory
- 2010 - Mechanize

### Con i Testament
- 1997 - Demonic
- 2012 - The Dark Roots of Earth
- 2016 - Brotherhood of the Snake
- 2020 - Titans of Creation

### Altri
- 1985 - Wargod - Wargod Demo
- 1998 - Old Man's Child - Ill-Natured Spiritual Invasion
- 1998 - Devin Townsend - Infinity
- 1999 - The Almighty Punchdrunk - Music For Them Asses
- 2000 - Devin Townsend - Physicist
- 2001 - Just Cause - Finger It Out
- 2001 - Frygirl - Someone Please Kill Me (percussioni)
- 2001 - The Almighty Punchdrunk - Music For Them Asses (batteria e tastiere)
- 2001 - Phantasm - Wreckage (batteria nei brani del ‘’6 Song Demo 1987’’)
- 2001 - Devin Townsend - Terria
- 2002 - Daemon - Eye For An Eye (...And The World Turns Blind)
- 2005 - Mr. Plow - Mad Plow Diseas
- 2005 - Ani Kyd - Evil Needs Candy Too
- 2007 - Meldrum - Blowin' Up The Machine
- 2007 - Mr. Plow - Apocalypse Plow
- 2008 - Pitch Black Forecast - Absentee
- 2008 - Mechanism - Inspired Horrific
- 2008 - Dethklok - The Dethalbum
- 2008 - Dethklok - Dethalbum II
- 2009 - Meldrum - Lifer (batteria, basso e cori; chitarra ritmica nei brani A Toast To Romance e Paid)
- 2009 - Tenet - Sovereign
- 2012 - Brendon Small's Galaktikon - Brendon Small's Galaktikon
- 2012 - Pitch Black Forecast - Burning In Water... Drowning In Flame
- 2012 - Memorain - Evolution
- 2013 - Harduo - Adamantis Haurora
- 2015 - Execution - Cerebral Trauma
- 2015 - Viking - No Child Left Behind
- 2017 - Brendon Small's Galaktikon - Brendon Small's Galaktikon II: Become the Storm

### Collaborazioni
- 1991 - Evildead - The Underworld (assolo di chitarra finale nel brano Welcome To Kuwait)
- 1992 - Silent Scream - From The Darkest Depths Of The Imagination (assolo di chitarra nel brano Matrix of Madness)
- 2007 - Martone - When The Aliens Come (batteria nel brano Fumble Fingers)
- 2019 - Bryan Beller – Scenes From The Flood (batteria nei brani Steiner In Ellipses e The Storm)
- 2019 - Bear McCreary – Godzilla: King of the Monsters (Original Motion Picture Soundtrack) (batteria nel brano Godzilla)